# 小野川温泉スキー場
小野川温泉スキー場（おのがわおんせんスキーじょう、ONOGAWA-ONSEN SKI RESORT）は、山形県米沢市にあるスキー場である。
山形県道234号綱木小野川館山線沿いに位置し、ペアリフトとコース1本のシンプルな構成のスキー場である。斜面構成は初級が70%、中級が30%となっており、ゲレンデの上部は勾配が急な箇所もあが、下の方は比較的緩やかな斜面となっている。土日祝日のみの営業であり、平日は団体予約のみの営業となる。2011年3月までは米沢市営小野川スキー場としての米沢市が運営していたが、2011年12月よりNPO法人おのがわが運営している。2017年に2017年度の営業を以って閉鎖との報道がなされたが、2020年現在積雪状況によるが営業を行っている。
スキー場から徒歩7分の場所にはスキー場名にもなっている小野川温泉がある。

## 施設概要
- ペアリフト
- 車両格納庫
- スキーセンター

## アクセス
- 車
  - 東北中央自動車道・米沢中央ICより25分（10.5Km）[6]。
- 電車
  - 東日本旅客鉄道（JR東日本）奥羽本線米沢駅下車→小野川温泉行きバスで25分[6]。

無料駐車場あり（30台）